# Koloa
Koloa é uma Região censo-designada localizada no estado americano de Havaí, no Condado de Kauai.

## Demografia
Segundo o censo americano de 2000, a sua população era de 1942 habitantes.

## Geografia
De acordo com o United States Census Bureau tem uma área de
3,1 km², dos quais 3,1 km² cobertos por terra e 0,0 km² cobertos por água. Koloa localiza-se a aproximadamente 65 m acima do nível do mar.

## Localidades na vizinhança
O diagrama seguinte representa as localidades num raio de 16 km ao redor de Koloa.